# Afia Mala
Afia Mala, de son vrai nom à l'état-civi Afiwavi Mawulana Catherine Missohou, est une chanteuse togolaise, surnommée la Princesse des rives du Mono. Elle chante en plusieurs langues, notamment en ewe ,en yoruba, en swahili, en lingala, en français et en espagnol.

## Origines et enfance
Elle est l’aînée d'une famille polygame de Vogan, avec vingt-quatre autres enfants,. Sa mère serait issue d'une famille royale de Vogan au Togo, son père, enseignant, serait issu d'une autre famille royale de Dogbo, au Bénin. Elle apprend le chant et la composition aux côtés de sa mère dans un groupe de femmes Habobo et au cours des fêtes annuelles de son école. Elle bénéficie du soutien de sa mère pour pouvoir percer dans sa carrière musicale; elle s'inspire de plusieurs thématiques pour l'évolution de sa carrière professionnelle.

## Vie Professionnelle
Influencée, comme toute une génération de chanteuses africaines, par Bella Bellow, sa carrière artistique commence  en 1974. Cette année-là, elle chante au Palais des Congrès de Lomé, et décide de se consacrer à la chanson. Les albums et les concerts s’enchaînent. Elle enregistre un succès en 1984, Ten Homte, et se voit décerner le prix découvertes RFI cette année-là,. Après une interruption de plusieurs années, pendant laquelle elle se consacre à sa famille, elle sort à nouveau des albums, notamment en 2003,, en 2008 et en 2019,. Elle chante en plusieurs langues, notamment en yoruba, en swahili, en lingala, en français et en espagnol. En 1992, la " Princesse des rives du Mono " a été élue meilleure artiste africaine.
Réapparue en 2019 avec un nouvel opus, l’artiste Afia Mala a été interrompu par l’épidémie de Covid-19 qui a paralysé la tenue de bon nombre d’activités musicales. Après son dernier passage avec son album « Afia à Cuba », la diva togolaise Afia Mala fait alors son coming-back avec son 9e album « identité » en 2020.
La voie d'artiste de la chanson était toute tracée pour elle. Mais elle rencontre quelques difficultés dans sa carrière en Afrique. Dès les années 1989, elle va s'investir dans plusieurs autre affaires dans différent pays.
Mis a part sa carrière musicale, Afia Mala s'intéresse à la vie associative en créant une fondation dans le cadre de la protection des enfants.

## Discographie (extrait)
| Titre de l'Album                    | Label | Année |
| ----------------------------------- | ----- | ----- |
| Identité                            |       | 2019  |
| Afia à Cuba, avec l'Orquesta Aragon |       | 2008  |
| Plaisir                             |       | 2003  |
| Angelina                            |       | 1997  |
| Prophétie                           |       | 1995  |
| Es La Manana                        |       | 1987  |
| Desir                               |       | 1984  |
| Lonlon Viye                         |       | 1981  |
| Djalele                             |       | 1979  |

## Prix et distinctions
- 1976 : Afia Mala remporte l’étape régionale du concours national de la chanson ‘’Intervilles 76’’ organisé par la Radio Télévision nationale du Togo
- 1984 : elle se voit attribuer le prix découvertes RFI.
- 2020 :  Officier de l'ordre du Mono[8]